# Kluki (województwo pomorskie)

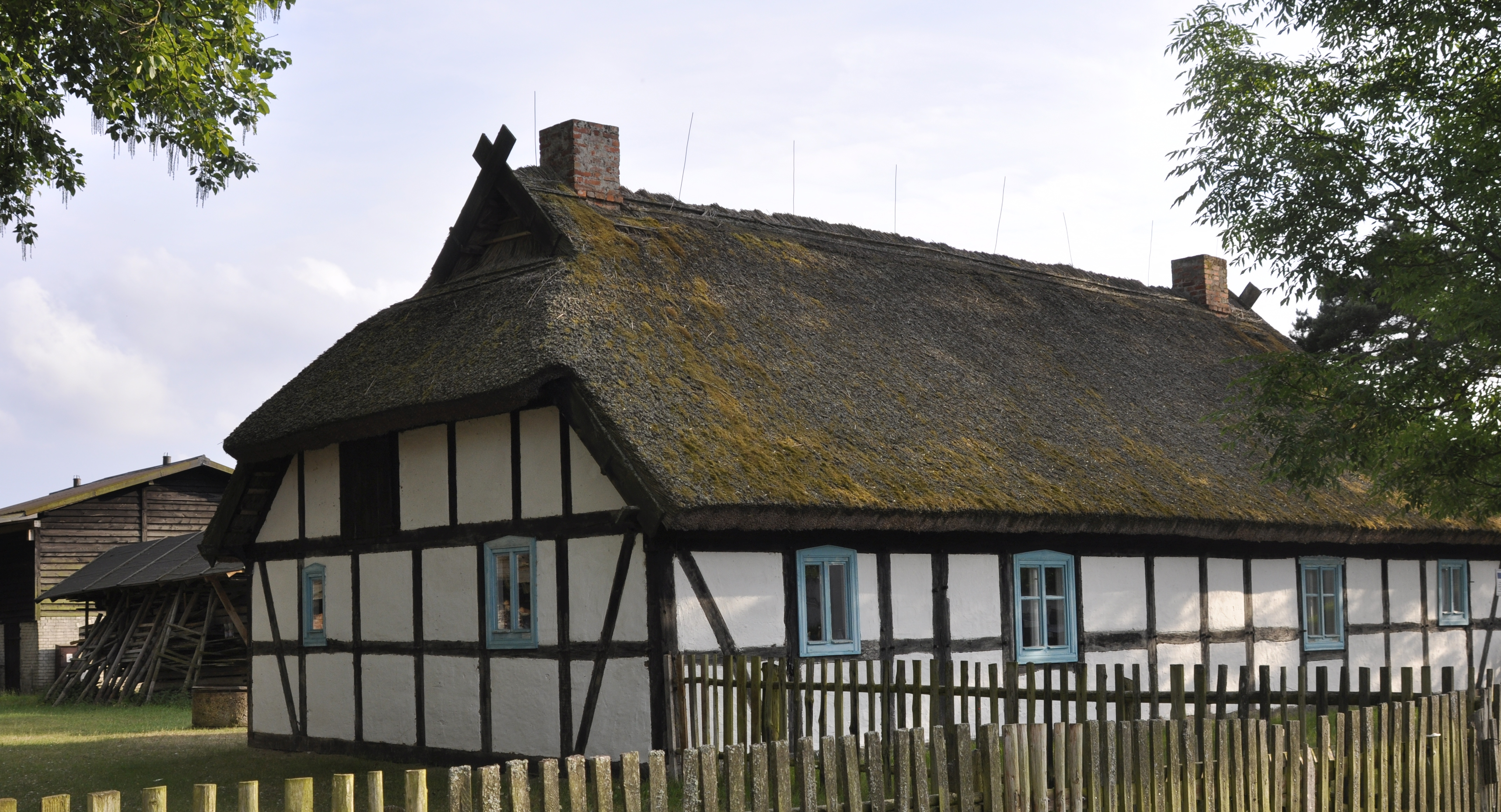
Budynek mieszkalny konstrukcji szachulcowej w skansenie w Klukach

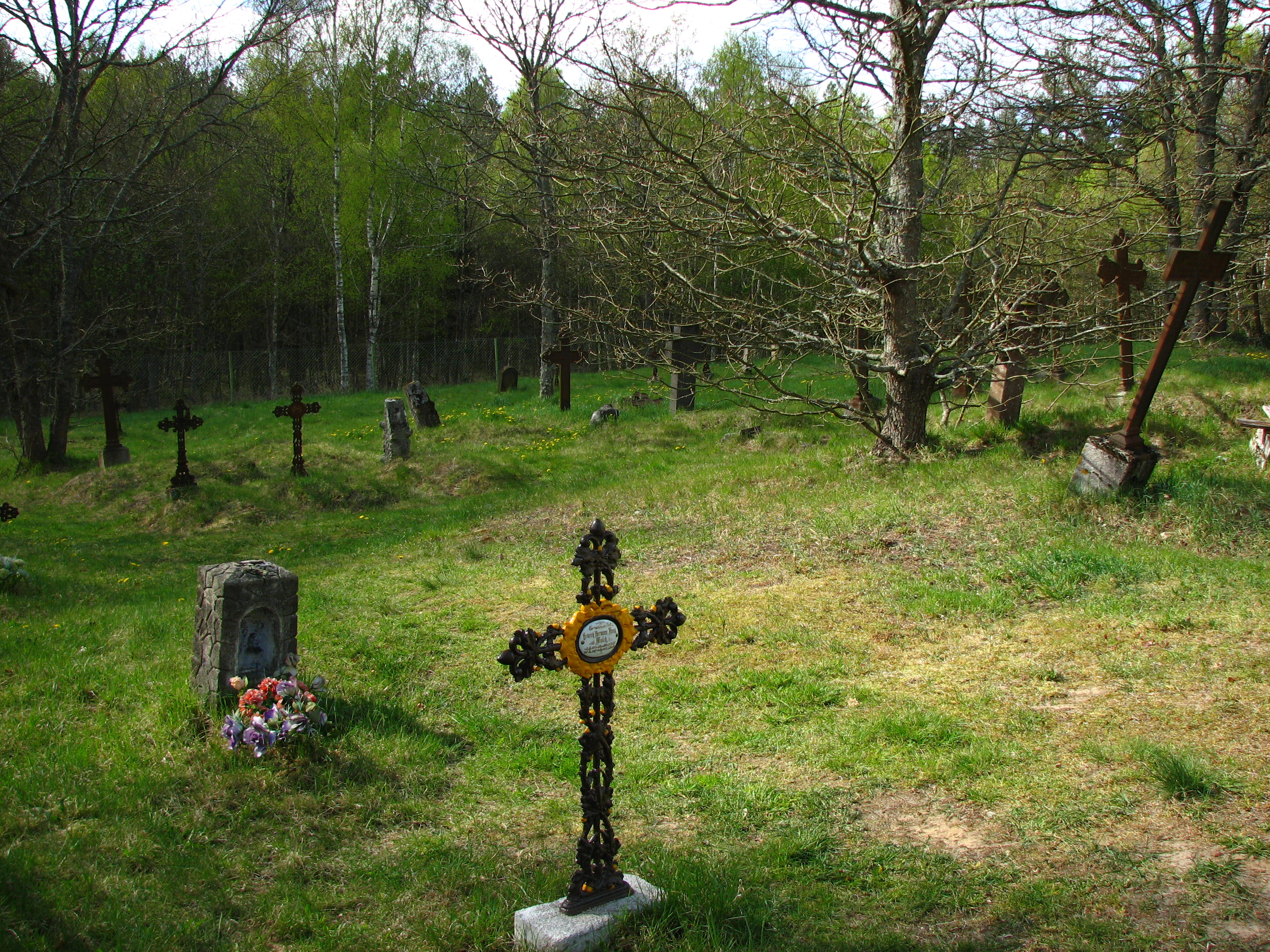
Zabytkowy cmentarz Słowińców

Kluki (także Kluki Smołdzińskie, kaszub. Klëczi, słowiń. Kláhi lub też Kláčicä, niem. Klucken) – słowińska wieś w Polsce, w województwie pomorskim, w powiecie słupskim, w gminie Smołdzino, na Wybrzeżu Słowińskim i nad jeziorem Łebsko (obszar Słowińskiego Parku Narodowego), na wysokości 2–5 m n.p.m.
W latach 1975–1998 miejscowość administracyjnie należała do województwa słupskiego.
W 2011 wieś liczyła 95 mieszkańców.

## Nazwa
Pierwotna nazwa miejscowości, odnotowana w źródłach niemieckich jako Wottock, miała charakter topograficzny i odnosiła się do nazwy pobliskiego obszaru, wywodzącej się od pom. nazwy pospolitej *otok „coś, co okala, otacza, opływa”. W miarę rozbudowy wsi przyjęto dla niej nową nazwę Klucken, pierwszy raz wzmiankowaną w 1789, o genezie słowiańskiej i charakterze rodowym, wyprowadzoną od słowińskiej nazwy osobowej Kluka (por. kluka „laska”). Oboczna forma nazwy, rekonstruowana w języku polskim jako *Kluczyce i poświadczona w materiale słowińskim (patrz niżej), powstała przez dodanie do nazwy pierwotnej formantu -ice. Dawny Wottock zaczęto określać nazwą Kluksche Pschieston, złożoną z dwóch elementów – przymiotnika kluksch „klucki” i pom. nazwy pospolitej *přistánь (por. pol. przystań), przeniesioną do polszczyzny w formie Klukowska Przystań, obecnie nieużywaną.
Friedrich Lorentz odnotował formy nazwy miejscowości w lokalnych gwarach słowińskich: Klȧ̃ћĭ, Klä̀·ћĭ, Klȧ̃čicä, Klä̀·čicä wraz z nazwami mieszkańców: Klȧ̃kȯu̯n : Klȧ̃čȯu̯n : Klä̀·kȯu̯n : Klä̀·čȯu̯n, Klȧ̃kȯu̯nkă : Klȧ̃čȯu̯nkă : Klä̀·kȯu̯nkă : Klä̀·čȯu̯nkă „kluczanin, kluczanka”. 
Rada Języka Kaszubskiego proponuje kaszubską formę nazwy Klëczi.

## Historia
Założona w XVI w. jako wieś Otok (Wottok, Wittock). Pod koniec XVIII w. wieś rozbudowano i zmieniono nazwę na Kluki (od nazwiska pierwszych mieszkańców). Jednocześnie wieś rozbudowała się na południe, dając początek nowym osadom (dziś nieistniejącym): Kluki Ciemińskie, Kluki Żeleskie i Pawełki.
Osada rybacka z zachowaną XVIII i XIX-wieczną zabudową ryglową (szkieletową), chałupy ryglowe kryte strzechą lub gontem. W 1863 roku wybudowano prowadzącą do Kluk drogę bitą - Dzięki czemu dotychczasowo niedostępna i odizolowana wieś o charakterze słowińskim zaczęła być skuteczniej germanizowana. Za wsią, przy drodze w kierunku Czołpina protestancki cmentarz słowiński założony w XVIII w., wpisany do rejestru zabytków w 1987 r. Do początku lat 70. wieś zamieszkiwała autochtoniczna ludność pochodzenia słowińskiego. Dzisiaj pozostało zaledwie kilku autochtonów.

## Atrakcje turystyczne
- Skansen – Muzeum Wsi Słowińskiej, Oddział Muzeum Pomorza Środkowego w Słupsku,
- Platforma widokowa na jezioro Łebsko[13]. i ruchome wydmy w Czołpinie i Rąbce, w Słowińskim Parku Narodowym,
- Cykliczne imprezy folklorystyczne związane z kulturą Słowińców, między innymi odbywające się w maju "Czarne Wesele" – nawiązujące do dawnej tradycji wspólnego kopania torfu na bagnistych terenach wokół jezior Gardno i Łebsko. Pozyskiwanie torfu, który następnie wykorzystywany był w miejscowych gospodartwach słowińskich jako opał na zimę, odbywało się na zasadzie wzajemnej pomocy sąsiedzkiej, a każdy dzień pracy kończył się wspólnym posiłkiem i biesiadą u gospodarza. Okres wydobywania torfu zwany był właśnie Czarnym Weselem.